# Стилиан Зауца
Стилиан Зауца или Зауцес (на гръцки: Στυλιανὸς Ζαούτζης) е византийски служител с арменски произход. Издигайки се до висок ранг под византийския император Василий I (царувал 867 – 886 г.), той придобива известност по-нататък чрез наследника на Василий – Лъв VI Философ (886 – 912), който е в близки отношения с дъщерята на Стилиан – Зоя Зауцена. Стилиан Зауца е водещ министър (магистър на „божествените офикии“ и логотет на дрома) на Лъв VI Философ през първата половина от управлението му и през пролетта на 894 г. е удостоен с титла „василеопатор“ във връзка с предстоящ брак на Зоя с императора. Неговото положение и влияние намаляват след 895 г., но през 898 г. бракът между Лъв VI Философ и Зоя става факт след смъртта на първата му съпруга Теофания. Стилиян умира през 899 г., същата година като Зоя. След неуспешен опит за преврат от страна на роднините му, родът Зауца е лишен от значителната власт, придобита под ръководството на Стилиан Зауца.

## Биография

### Произход и ранна кариера
Стилиан Зауца е от арменски произход и е роден в Македония. Историкът Никълъс Адонц твърди, че Зауца може да е син на съвременен стратег на Македония, наречен Тзанцес, такова е името на сина на Зауца, но връзката е невъзможна за доказване. Според Стивън Рънсиман фамилията Зауца произлиза от арменската дума „zaoutch“ („негър“) отразяваща особено тъмния тен на Зауца. В същия дух Зауца е бил известен сред византийците като „етиопин“. Какъвто и да е бил неговият точен произход, той споделя етническия и географски произход с императора Василий I, македонец, фактор, който вероятно е играл важна роля при издигането му до висок пост по време на управлението на последния.
В края на 882 г. младият Лъв VI, втори син и престолонаследник след смъртта на по-големия му брат Константин през 879 г., се жени за Теофания, член на семейство Мартиниак. Императрица Евдокия Ингерина му избира булката, но в същото време Лео е привлечен от Зоя Зауцена, красивата дъщеря на Стилиан Зауца. Дали тя е негова любовница, не е сигурно. Самият Лъв VI Философ отрича това. През 883 г. Лео е осъден за заговор срещу Василий и хвърлен в затвора. Той не е ослепен благодарение на намесата на патриарх Фотий (също с арменски произход) и Стилиан Зауца. Изглежда, че събитията не се отразяват на положението на Зауца и на отношенията му с императора, тъй като в края на царуването на Василий той е „протоспартариос“ и „мегас хетериеарх“ (старши командир на хетериа).

### Възход
Лъв VI Философ прекарва три години в затвора, преди да бъде освободен и възстановен в ранга си в края на юли 886 г. Тук също Зауца играе важна роля, тъй като той лично моли византийския император да освободи Лъв. По това време Василий е болен и на 12 август 886 г. е тежко ранен по време на лов. Участието на Зауца в лова предизвика подозрения за конспирация, но съучастничеството му обикновено се отхвърля, тъй като Василий оцелява в продължение на девет дни, през които той не наказва Зауца. След смъртта на Василий, Лъв VI Философ е коронован за император, а Зауца е награден с титлите на патриций и магистрат и играе важна роля в правителството.
Възходът на Зауца към властта се осъществява през 891 – 893 г., когато му се дава новосъздадената титла на василеопатор („баща на императора“). Повишаването му в тази нова титла е било обект на спорове, защото не са известни нито причините за създаването на титлата, нито точните ѝ функции. Ранната дата на издигането му изключва връзка с евентуалното издигане на дъщеря му Зоя до императорския трон като императрица на Лъв VI Философ. Помощта от страна на Зауца към Василий най-вероятно е изиграла важна роля. Тази титла със сигурност провъзгласява Зауца като висш официален представител на Византийската империя. Зауца се е смятал за всемогъщ регент. Днес се твърди, че Лъв VI Философ е участвал активно в управлението и че Зауца като главен министър е бил лоялен и подчинен на господаря си.
Оценката на неговото дело като първи министър на византийската империя е трудна. Има доста критика към Стилиан Зауца. Съществуват автори, които прехвърлят цялата вина за грешките в управлението върху Зауца, за да освободят Лъв VI Философ от вина. Впоследствие Зауца неколкократно бива обвиняван за избухването на военни действия с България през 893 г., както и за това, че е извършил измама, за да печели пари от стоките, разменяни на пазарите с България. Когато Лъв VI Философ по заповед на Зауца отхвърля протестите на търговците, българският цар Симеон I намира в това претекст да атакува Византия.

### Падение и смърт
Съществува трайно впечатление за неефективно лидерство във външните и военните дела при Зауца. Това може да обясни защо отношенията между Зауца и императора стават напрегнати, въпреки възобновяването на аферата на Лъв VI Философ със Зоя. Говори се, че е имало заговор от сина на Зауца за убийството на Лъв VI Философ през 894/895 г., това показва разрива в отношенията между двамата и въпреки че Зауца не е участвал, това става повод за сериозна вражда помежду им. Въпреки че постигат примирие, влиянието на Зауца изглежда намалява още повече, след като двама от протежетата му са били наказани от Лъв VI Философ, защото приемали подкупи,.
Въпреки това, в края на лятото 898 г., след смъртта на Теофано през декември 865 или 866 г. и на първия съпруг на Зоя Гузуниат в началото на 898 г., Лъв VI Философ най-накрая се жени за Зоя, като я прави аугуста. През следващата година обаче и Зоя, и Стилиан умират. След смъртта им Лъв VI Философ иска да се ожени отново и избира за съпруга Еудокия Байана. Многото роднини на Зауца, които са се възползвали от неговия патронаж, се страхуват, че ще загубят позициите си при новата императрица и заговорничат срещу Лъв VI Философ. Главен роля играе племенникът на Зоя. Заговорът обаче е осуетен от слугата-евнух Самонаси. Роднините на Зауца са заточени или затворени в манастири, а кланът губи властта си.